# Gajim
Gajim – wieloplatformowy klient XMPP/Jabbera napisany w Pythonie z wykorzystaniem biblioteki GTK+. Nazwa Gajim jest akronimem rekurencyjnym od nazwy Gajim is a jabber instant messenger.
Gajim działa pod Linuksem, BSD i Windows. Jest wolnym oprogramowaniem wydanym na licencji GPL.

## Założenia
Celem twórców Gajima jest stworzenie w pełni funkcjonalnego i łatwego w użyciu klienta XMPP w oparciu o bibliotekę GTK+. Gajim nie wymaga GNOME do uruchomienia, ale doskonale pracuje w tym środowisku.

## Najważniejsze możliwości programu
- okna rozmowy grupowane na kartach
- sprawdzanie pisowni

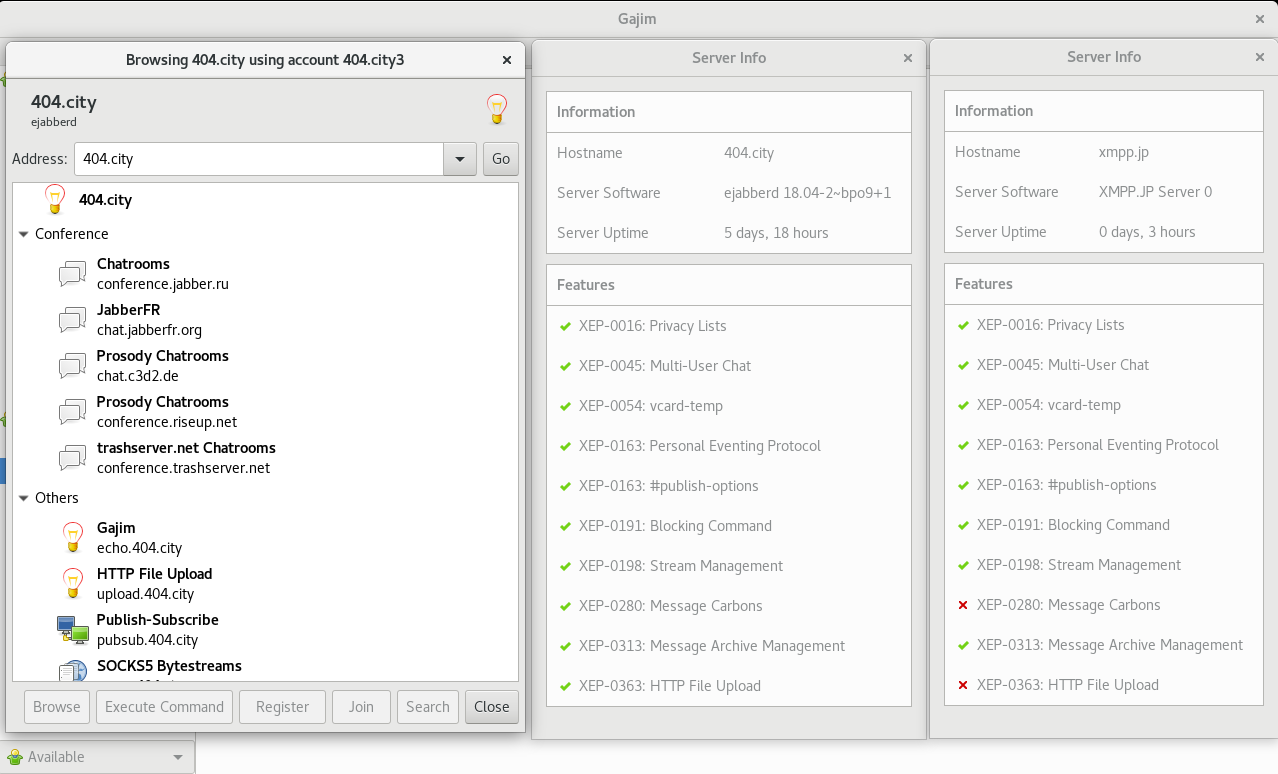
Zrzut ekranu z programu Gajim

- obsługa rozmów grupowych (protokół MUC)
- zamiana emotikon na obrazki, zamiana URL-ów na klikalne linki
- obsługa awatarów
- metakontakty
- ikona w zasobniku systemowym
- obsługa TLS i GPG
- przeglądanie usług i rejestracja
- obsługa wielu kont jednocześnie
- transfer plików
- konsola XML
- obsługa D-BUS
- obsługa rozmów głosowych i wideo Jingle
- upload plików HTTP
- szyfrowanie OMEMO

Gajim jest dostępny w 26 wersjach językowych: angielskiej, baskijskiej, białoruskiej, brazylijskiej, brytyjskiej, bułgarskiej, chińskiej, chorwackiej, czeskiej, esperanto, francuskiej, galicyjskiej, hiszpańskiej, litewskiej, niemieckiej, norweskiej (Bokmål), polskiej, rosyjskiej, serbskiej, słowackiej, szwedzkiej i włoskiej.

## Możliwości protokołu
Ponieważ Jabber pozwala na użycie bramek do innych usług, tak zwanych transportów, używając Gajima, można połączyć się z użytkownikami Tlenu, Gadu-Gadu, AIM czy ICQ. Możliwa jest też obsługa kanałów RSS i ATOM oraz wysyłanie wiadomości SMS na telefony komórkowe. Więcej informacji dostępnych jest pod hasłem Jabber.